# Пам'ятки історії Турківського району
У Турківському районі Львівської області нараховується 11 пам'яток історії.
| #  | назва | датування        | адреса                                           | охоронний номер | Номер і дата рішення             |
| -- | --- | ---------------- | ------------------------------------------------ | --------------- | -------------------------------- |
| 1  | Братська могила українських січових стрільців (пам., 1990, камінь)                                         |                  | с. Хащів                                         | 1729            | розпорядження № 528, 19.07.1995  |
| 2  | Могила невідомого радянського воїна (пам., 1972, бетон)                                                    | 1944 р.          | с. Бережок, при в’їзді у село                    | 871             | Рішення № 183, 05.05.1972        |
| 3  | Братська могила радянських воїнів (пам., ск. Б. Попович, арх. В. Кузубов, 1982, мармурова крихта, з/бетон) | 1944 р.          | с. Бориня, біля профтехучилища                   | 868             | Рішення № 183, 05.05.1972        |
| 4  | Братська могила воїнів УПА (пам., 1990)                                                                    | 1948 р.          | с. Бориня, кладовище                             | 1730            | розпорядження № 1039, 06.10.1997 |
| 5  | Братська могила радянських воїнів (пам., 1975, мармурова крихта, з/бетон)                                  | 1941 р., 1945 р. | с. Лопушанка, на горі Магура                     | 870             | Рішення № 183, 05.05.1972        |
| 6  | Дільниця на кладовищі, де поховані радянські воїни (37 бр. могил; пам., 1952, бетон)                       | 1944 р.          | м. Турка, міське кладовище                       | 867             | Рішення № 183, 05.05.1972        |
| 7  | Братська могила радянських воїнів (пам., 1951, камінь, з/бетон)                                            | 1944 р.          | м. Турка, міське кладовище                       | 866             | Рішення № 183, 05.05.1972        |
| 8  | Братська могила радянських воїнів (пам., 1952, мармурова крихта)                                           | 1944 р.          | м. Турка, міське кладовище                       | 869             | Рішення № 183, 05.05.1972        |
| 9  | Братська могила воїнів УПА (пам., арх. В. Тимчишин, 1994, граніт)                                          |                  | с. Яблунів, кладовище                            | 1731            | розпорядження № 1039, 06.10.1997 |
| 10 | Будинок, в якому Франко І. Я. читав поему «Мойсей» (худ.-мем. табл., ск. В. Кудлаєнко, 1992, бронза)       | 06.04. 1913 р.   | м. Турка, вул. Міцкевича, 25, будинок «Просвіти» | 1732            | Розпорядження № 528, 19.07.1995  |
| 11 | Пам'ятник жертвам Талергофа (пам., 1929, камінь, чавун)                                                    | 1914 —1918 рр.   | с. Карпатське                                    | 1733            | Рішення № 183, 05.05.1972        |